# Auffahrunfall

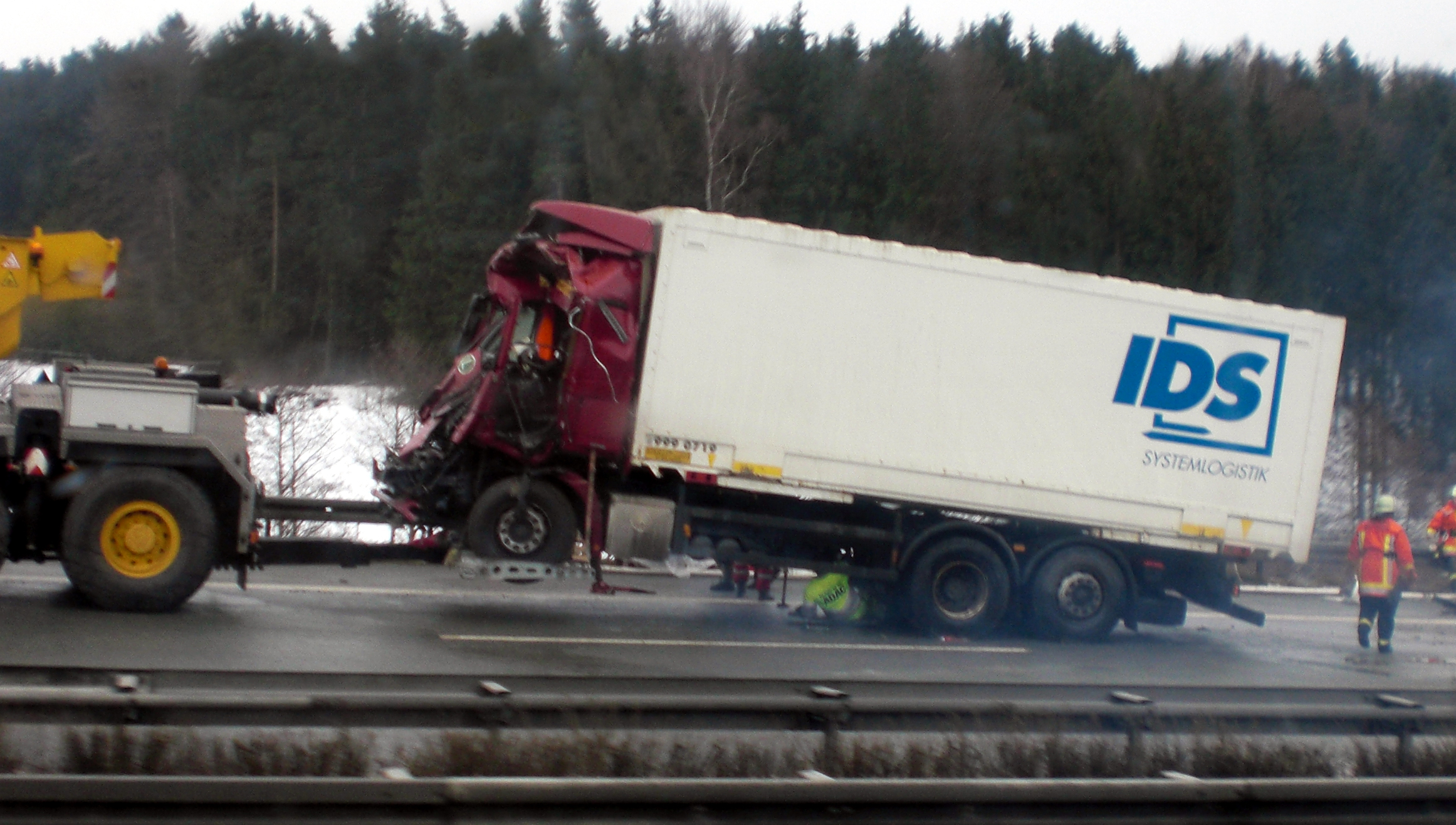
LKW nach Auffahrunfall

Ein Auffahrunfall ist ein Unfall, bei dem ein fahrendes Fahrzeug – Straßen- oder Schienenfahrzeug – mit einem in derselben Richtung fahrenden oder stehenden Fahrzeug kollidiert; ein Fahrzeug fährt also auf ein langsameres oder stehendes Fahrzeug auf.

## Straßenfahrzeuge

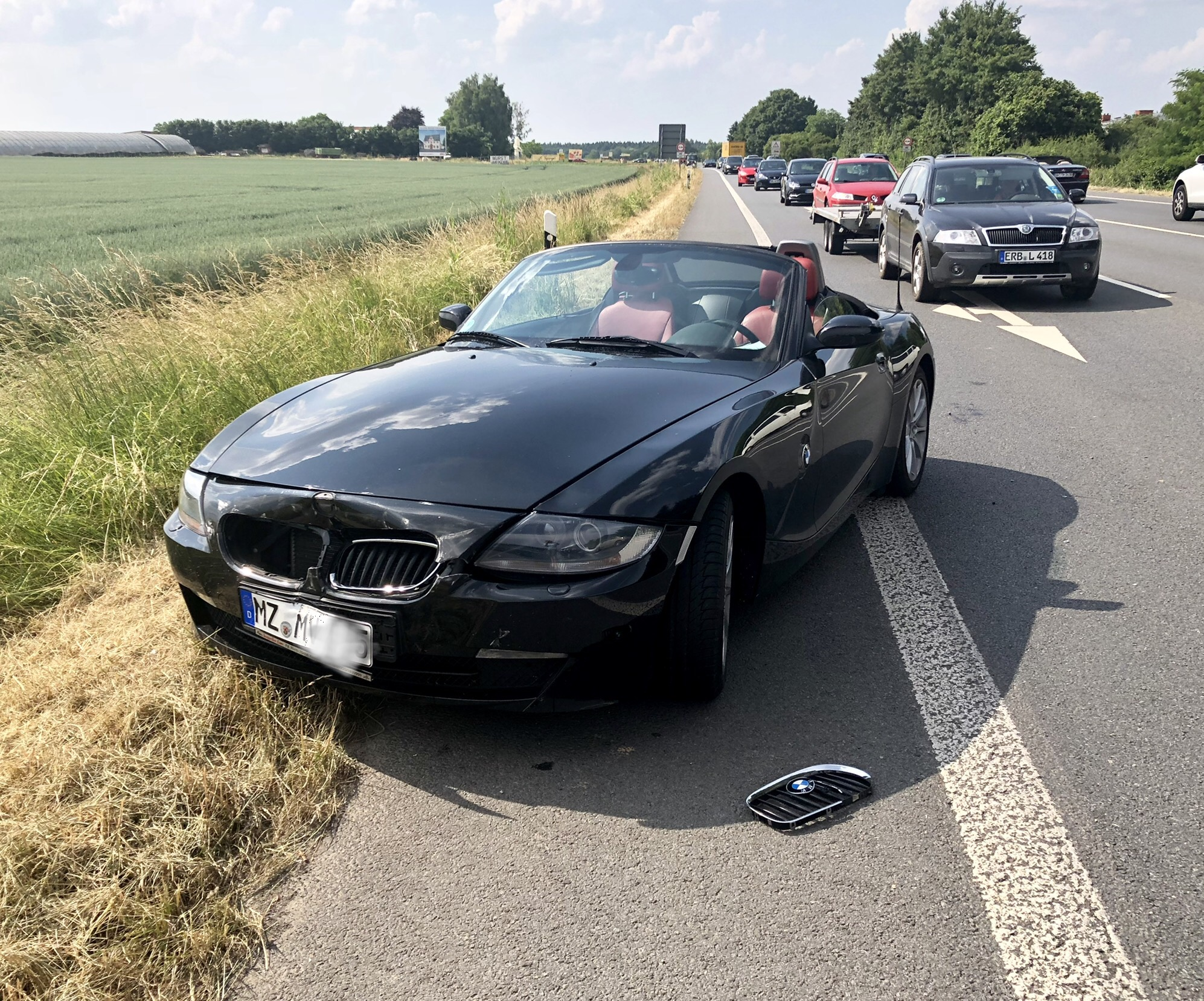
Auto mit Frontschaden nach Auffahrunfall

Bei einem Straßenverkehrsunfall wird grundsätzlich vermutet, dass das Verschulden dafür beim auffahrenden Fahrzeugführer liegt (Anscheinsbeweis).
Unfallursachen sind oft ein zu geringer Sicherheitsabstand, die Überladung des Fahrzeugs und/oder die Unaufmerksamkeit des Fahrzeugführers. Kann der Hintermann nachweisen, dass der Vordermann beispielsweise plötzlich und gänzlich unerwartet gebremst hat und das Bremsen auch nicht verkehrsbedingt nötig war, ist die Unschuldsvermutung widerlegt. Dem Vordermann wird dann – auch versicherungsrechtlich – eine Teilschuld am Auffahrunfall angelastet. Historisch war der Schuldige häufig der Bremsende, nicht der Auffahrende. 1934 etwa ging ein Zeitungsartikel bei einem Auffahrunfall, bei dem ein Radrennfahrer auf ein scharf bremsendes Auto auffuhr, von der Schuld des bremsenden Autofahrers aus.
Auffahrunfälle haben im Gesamtunfallgeschehen eine sehr große Bedeutung. Bei Straßenverkehrsunfällen ist außerorts jeder fünfte und innerorts rund jeder siebte Unfall ein Auffahrunfall.
Auch Massenkarambolagen aufgrund schlechter Witterung und unangepasster Geschwindigkeit zählen zu den Auffahrunfällen. Die hierdurch entstandenen Schäden werden von den deutschen Kraftfahrzeugversicherern oftmals im Verhältnis {\displaystyle 1/3:2/3} zu Lasten des Hintermannes reguliert. Es gibt auch Fälle, bei denen nur der Heckschaden ersetzt wird, der Frontschaden hingegen nicht.
Nach einem Kettenauffahrunfall wird der Schaden ebenfalls quotal geregelt, wobei der Verursachungsbeitrag herausgefunden werden muss. Kann eine Alleinschuld des Letztauffahrenden mangels konkreter Indizien ausgeschlossen werden, kommt es bei einem Unfall mit drei beteiligten Fahrzeugen zu einer möglichen Schadensteilung von 50 % auf den zweiten und 50 % auf den dritten Fahrer.
Es gibt diverse Fahrerassistenzsysteme:
Abstandswarngeräte (auch Auffahrwarngerät genannt) signalisieren dem Fahrer einen zu geringen Abstand zu einem Fahrzeug oder einem Verkehrshindernis.
Abstandsregeltempomaten (Adaptive Cruise Control, ACC) können die gefahrene Geschwindigkeit selbsttätig reduzieren. ACCs sind oft Bestandteil eines Notbremsassistenten.

## Schienenverkehr

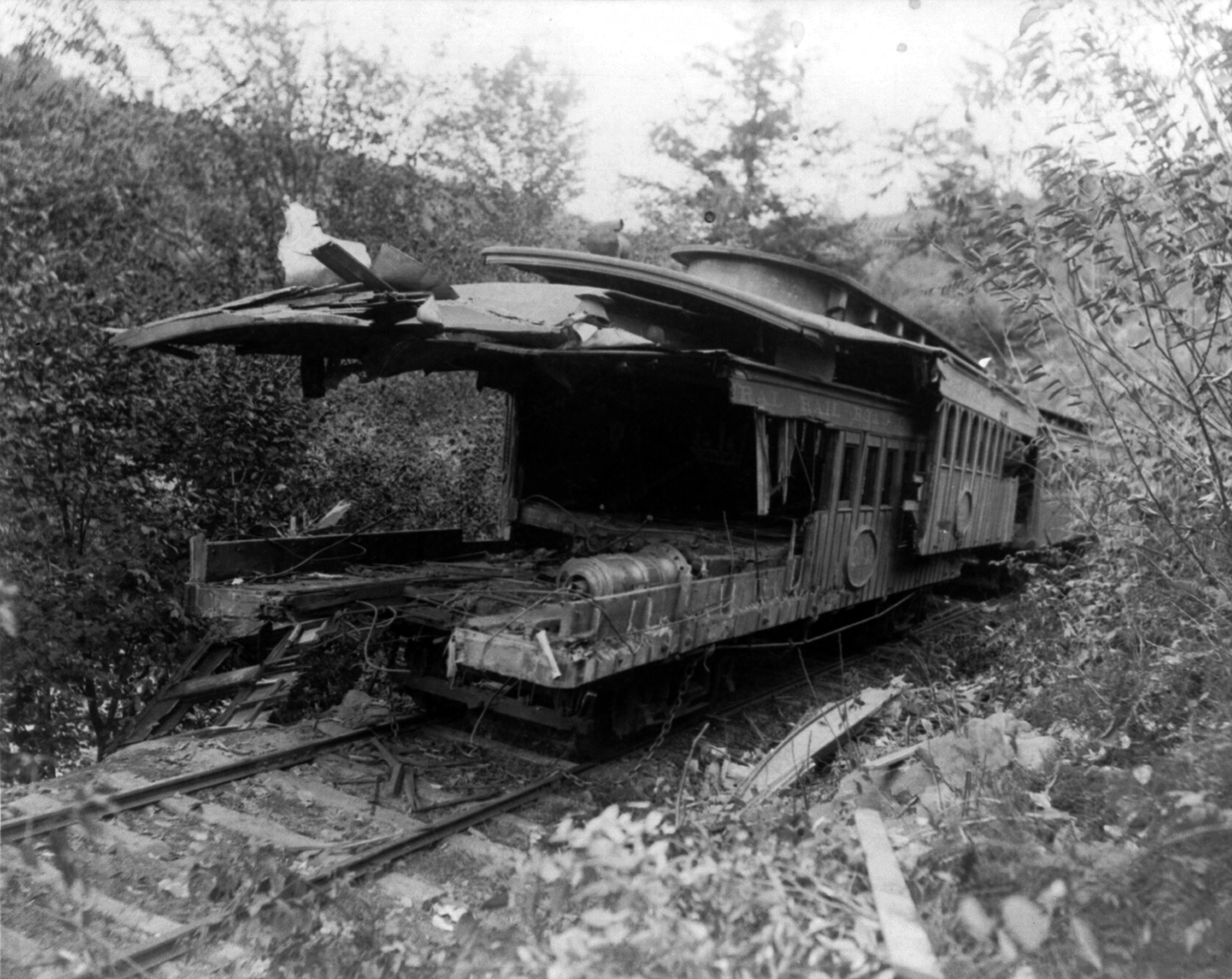
Nach einem Auffahrunfall ineinander verkeilte Holzkastenwagen im Jahre 1888

Ein Auffahrunfall im Schienenverkehr kann durch Unaufmerksamkeit des Triebfahrzeugführers, Bremsversagen, Signalisationsfehler oder Gleisfreimeldeanlagenfehler verursacht werden. Bei Eisenbahnen existieren in der Regel technische und betriebliche Maßnahmen zur Sicherung von Zugfahrten und Zugbeeinflussungssysteme, die Auffahrunfälle verhindern sollen. Ein Beispiel aus dem Jahr 2017 ist der Eisenbahnunfall von Meerbusch-Osterath. Auch der schwerste Eisenbahnunfall der deutschen Eisenbahngeschichte, der Eisenbahnunfall von Genthin am 22. Dezember 1939, war ein Auffahrunfall.